# ケンタウルス座イオタ星
ケンタウルス座ι星は、ケンタウルス座に位置する3等星の恒星である。

## 特徴
年周視差の値に基づくと、地球からの距離は約58.6光年離れている。視等級は2.73等で、肉眼でも容易に観測出来る。
ケンタウルス座ι星は、単純なスペクトル分類ではA2V型のA型主系列星に分類されている。表面温度が8,600Kと高温なので、青白く輝いている。質量は太陽の2.5倍で、誕生してから3億5,000万年経過しているとされている。水素とヘリウムを除く重元素の含有量を示す金属量は太陽の35%しかない。磁場は-77±30Gで、弱いと推定されている。
ケンタウルス座ι星の周辺では、赤外超過が観測されており、これは周囲に塵円盤などが存在している事を示している。塵円盤は、ι星から6au以内に位置しているとされている。この塵円盤は、恒星の年齢の割には異常に明るく、これは惑星などの天体の衝突が最近発生した事を示唆している。しかし、2011年時点で、周囲に惑星は発見されていない。
ケンタウルス座ι星は、IC 2391と呼ばれる運動星団に属している。IC 2391は約4,500万年前に同じ分子雲から誕生した、16個の恒星から成るとされている。

## 名称
ほとんど知られていないが、Alhakimという名称を持つ。これは、アラビア語で「賢明なケンタウルス」を意味するKentaurus al-Hakeem (قنطورس الحكيم)に由来しているとされている。
中国では、ケンタウルス座ι星はυ1星、υ2星、ψ星、1番星、3番星、4番星、V761星と共に柱という星官を成しており、ι星は柱十一と呼ばれる。